# Epigeneium triflorum
Epigeneium triflorum es una especie de orquídea epifita, originaria de la isla de Java.

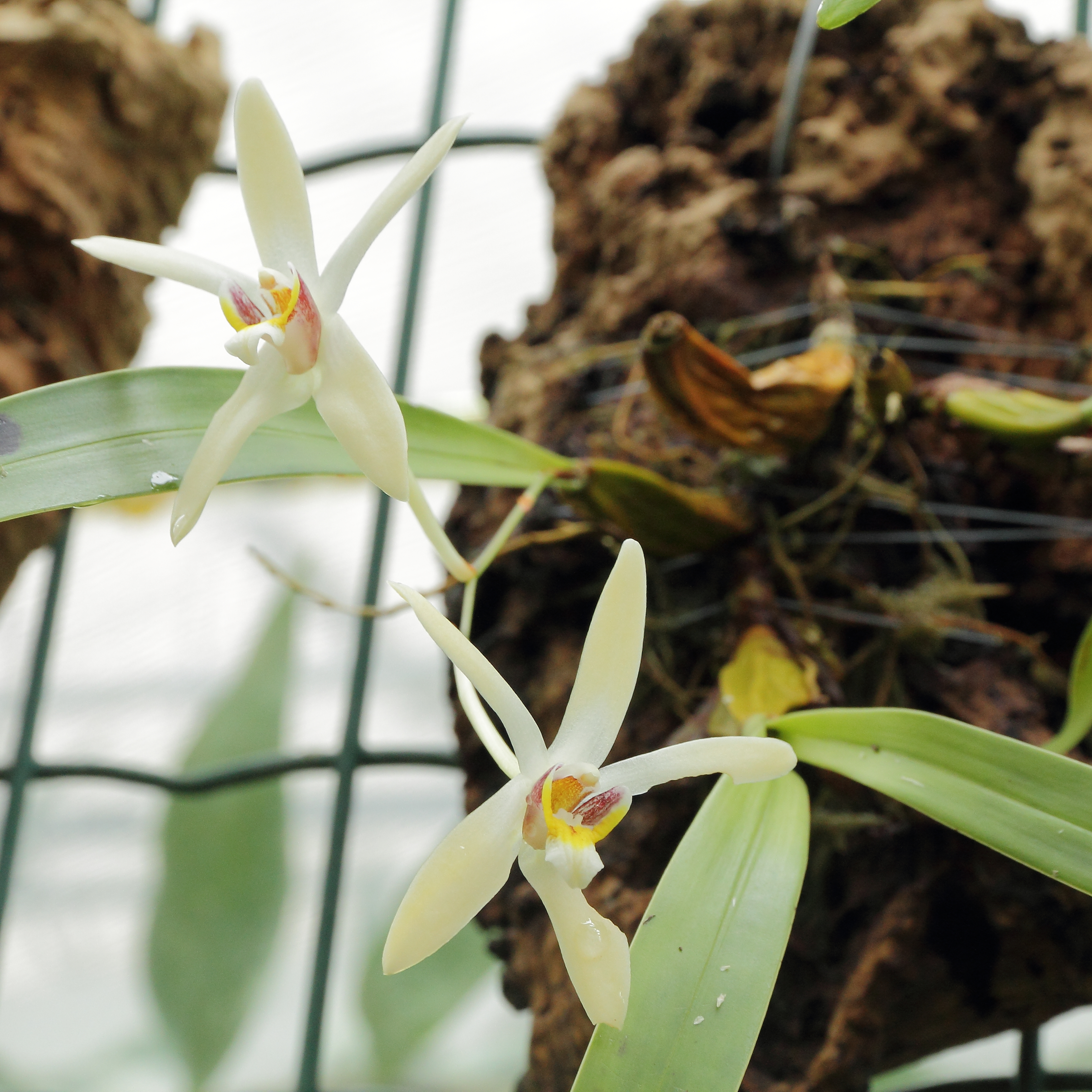
Detalle de la flor

## Descripción
Es una orquídea de tamaño pequeño, con hábitos de epifita que necesita luz brillante para florecer y que produce en el invierno a la primavera, una muy atractiva flor. Tiene tallos compactos, cuadrangulares de pseudobulbos que llevan un par de hojas bi-lobuladas con una inflorescencia apical, delgada y lateral a arqueada de 30 cm de largo y que lleva hasta 6 hermosas flores, de color blanco cremoso, de larga duración, en forma de estrella con sépalos laterales más o menos del mismo tamaño que el dorsal y el labio tiene 2 costillas cortas en el ápice.

## Distribución y hábitat
Se encuentra Java en las montañas orientales en elevaciones de 1000 a 1800 metros en grupos grandes en las ramas de los grandes árboles. 

## Taxonomía
Epigeneium triflorum fue descrita por (Blume) Summerh. y publicado en Kew Bulletin 265. 1957.
Etimología
Epigeneium: nombre genérico deriva de dos palabras latinizadas del griego : επί (epi), que significa "en", "sobre" y γένειον (géneion), que significa "barbilla", en referencia a la forma en barbilla del labio de la flor de esta especie.
triflorum: epíteto latino que significa "con tres flores".
Sinonimia
- Desmotrichum triflorum Blume Basónimo
- Dendrobium triflorum (Blume) Lindl.
- Callista triflora (Blume) Kuntze
- Sarcopodium triflorum (Blume) Rolfe

var. elongatum (Blume) J.B.Comber
- Desmotrichum elongatum Blume
- Epigeneium elongatum (Blume) Summerh.
- Katherinea elongata (Blume) A.D.Hawkes
- Sarcopodium elongatum (Blume) Rolfe[5]